# 不安定現象
不安定現象（ふあんていげんしょう）とは、一般にはある状態が不安定となる現象を言う。特に応用力学の分野では支配方程式の一つの解が不安定となり、別の解へと分岐することを意味する。
有限変位を生じる弾性体の応力分布や流体の運動は、非線形偏微分方程式によって表され、一般には複数の解を有している。したがって実際にどの解が現れるのかは解の安定性によって決定される。すなわち安定な解のみが実現し、不安定な解は実現しない。応用力学では、あるパラメータが変化することによって、それまで安定であった解が不安定となることを特に不安定現象と呼んでいる。またその際、別に安定な解が現れるような場合、実現する解がある解から別の解へと遷移することがあり、これを解の分岐と呼んでいる。